# سیارک ۱۱۷۹۶
سیارک ۱۱۷۹۶ (به انگلیسی: 11796 Nirenberg، نامگذاری:1980DS4) یازده هزار و هفتصد و نود و ششمین سیارک کشف شده‌است که در ۲۱ فوریه ۱۹۸۰ کشف شد.
قدر مطلق سیارک برابر ۱۴٫۲۰ است.